# Thorsten Schick
Thorsten Schick (Graz, Austria; 19 de mayo de 1990) es un futbolista austríaco que juega en la posición de mediocampista y defensa. Su actual equipo es el SK Rapid Viena de la Bundesliga de Austria.

## Trayectoria
Schick comenzó su carrera activa como jugador de fútbol en 1996 en la división juvenil del SK Sturm Graz de Estiria. Pasó por todas las selecciones juveniles del club y fue utilizado desde la temporada 2006/07 para el equipo sub-19 en la liga juvenil de Austria. En su primera temporada completó 15 de los 24 partidos del campeonato. También hizo seis apariciones con los Sturm Amateurs esta temporada. En la siguiente temporada 2007/08, Schick estuvo bajo las órdenes del entonces entrenador Hannes Reinmayr en sus primeras asignaciones más largas en el equipo amateur de SK Sturm Graz en la Liga Regional Austríaca de tercera categoría. Completó 28 de 30 partidos de liga y anotó tres goles. En la temporada 2008/09 llegó a 25 partidos de campeonato y dos hits.
A principios de la temporada 2009/10 se trasladó al FC Gratkorn en la primera división de segunda clase. Con el Gratkornern llegó a la primera ronda el 14 de julio de 2009 en un partido en casa 1-1 contra el First Vienna FC 1894 durante toda la duración del juego. En el campeonato de otoño participó en 16 partidos de liga y dio una asistencia. También jugó en la segunda ronda de la Copa de Austria 2009/10 contra el Red Bull Salzburgo. El 21 de enero de 2011, se mudó a al SC Rheindorf Altach. El 15 de julio de 2011 anotó en el partido ante el TSV Hartberg su primer gol con la vestimenta del Altacher; también fue su primer gol en la segunda máxima división de Austria. En junio de 2012 se incorporó al FC Admira Wacker Mödling. En agosto de 2014 regresó al SK Sturm Graz y firmó un contrato de tres años.
Para la temporada 2016/17 se mudó a Suiza a jugar por el Young Boys, donde recibió un contrato que se extendía hasta junio de 2017. El plazo se extendió automáticamente en febrero de 2017 un año desde que había denegado 25 solicitudes en un juego competitivo. Después de la temporada 2018/19 dejó BSC Young Boys  y se mudó de regreso a Austria por SK Rapid Viena en el que recibió un contrato de carrera hasta junio de 2022.

## Selección nacional
En 2009, formó parte de la selección austriaca sub-20. Para ello, completó tres juegos; Hizo su debut con el equipo el 12 de agosto de 2009 en un partido contra Suiza Sub-20.

## Clubes
| Club           | País    | Año             |
| -------------- | ------- | --------------- |
| Sturm Graz     | Austria | 2007 - 2008     |
| FC Gratkorn    | Austria | 2009 - 2010     |
| Altach         | Austria | 2010 - 2012     |
| Admira Wacker  | Austria | 2012 - 2014     |
| SK Sturm Graz  | Austria | 2014 - 2016     |
| BSC Young Boys | Suiza   | 2016 - 2019     |
| SK Rapid Viena | Austria | 2019 - Presente |

## Palmarés

### Campeonatos nacionales
| Título             | Club           | País  | Año     |
| ------------------ | -------------- | ----- | ------- |
| Superliga de Suiza | BSC Young Boys | Suiza | 2017-18 |
| Superliga de Suiza | BSC Young Boys | Suiza | 2018-19 |